# Transformers: Human Alliance
Transformers: Human Alliance es un videojuego de disparos arcade desarrollado por Sega of China y publicado por Sega basado en las películas de Transformers, es el primer juego arcade de la franquicia Transformers. Se presentó en noviembre de 2013 en el IAAPA Attractions Show en Orlando, Florida; un local de Dave & Busters lanzó públicamente el juego en ese momento. El nombre se basa en la línea de juguetes de Hasbro y Takara Tomy, que eran principalmente los personajes de Transformers que venían con los humanos de las películas, y duró desde 2009 hasta 2011.
En 2015, Sega presentó una atracción de simulador de movimiento basada en el juego en Joypolis: Transformers: Human Alliance Special. Esta versión del juego utiliza una versión mejorada para dos pasajeros del sistema de simulador de movimiento R360 anterior de Sega.
En 2018 se lanzó una secuela, titulada Transformers: Shadows Rising.

## Sinopsis

### Etapa 1: Este de América
Afuera de la ciudad, el civil humano Jake está siendo escoltado por Bumblebee y la agente Vanessa de NEST, quienes tienen la tarea de entregar un dispositivo a alguien. Sin embargo, su llamada a Sam Witwicky se corta y numerosos Decepticons comienzan a perseguirlos por la carretera. Bumblebee arma a los humanos para que se defiendan, pero incluso con la ayuda de los refuerzos de NEST y el líder Autobot Optimus Prime, los tres son acorralados por más Decepticons liderados por Starscream.
El equipo intenta huir, pero Starscream les arroja un camión cisterna. Afuera de una fábrica cercana, Starscream los acorrala una vez más y ataca, y los humanos se unen a Bumblebee para contraatacar. Mientras intentan salvar a su amigo Autobot de las garras de Starscream, el Decepticon los agarra brevemente antes de que intenten liberarse a tiros, esto le cuesta a Jake el dispositivo cuando lo deja caer, lo que resulta en que Laserbeak se lo robe. Continúan luchando contra los ataques de Starscream hasta que Optimus Prime aparece, arremetiendo contra el conspirador Decepticon y terminando la pelea. Sin embargo, a pesar de ser amenazado por Optimus, Starscream gana la batalla habiendo recuperado el dispositivo con la ayuda de Laserbeak; los dos Decepticons se van. Después del nivel, el jugador puede elegir entre ir a ayudar a Sideswipe en Inglaterra o a Optimus Prime en el desierto del Sahara.

### Etapa 2A: Ciudad Central de Inglaterra
Los soldados de NEST son emboscados por drones Decepticon bajo el mando de Soundwave mientras intentan investigar el epicentro de un terremoto. Vanessa y Jake, acompañados por Sideswipe, responden al llamado de ayuda del equipo y se enfrentan a numerosos drones Decepticon. Sin embargo, el enemigo resulta demasiado para manejar y Sideswipe se ve obligado a huir hacia un túnel, con el propio Soundwave persiguiéndolo. En la persecución que sigue, Sideswipe salta a través de los edificios y elimina numerosos drones, aunque el propio Jake vomita debido al movimiento. Soundwave los alcanza cuando llegan a un puente cercano, lo que obliga al Autobot a enfrentarse a él y a Laserbeak. Con la ayuda de Jake y Vanessa, Sideswipe sale victorioso y el grupo termina de cruzar el puente.
Moviéndose a gran velocidad por la ciudad, eliminan más drones tanto de la tierra como del cielo. La sede de NEST se comunica por radio para confirmar la presencia de otro Decepticon, momento en el que aparece un tanque y los ataca disparando una andanada de misiles. Sideswipe y los humanos logran sobrevivir al asalto, pero el tanque se transforma en Brawler y les dispara otra ronda de misiles. El equipo puede eliminar las torretas una a la vez, pero Brawler simplemente arroja a Sideswipe a un lado y ahora concentra su furia en Vanessa y Jake. El Decepticon luego es derribado por el ataque de los humanos y Optimus Prime aparece más tarde para exigirle que le diga si los Decepticons están detrás del terremoto, solo para sucumbir a sus heridas antes de que Optimus pueda obtener alguna información de él.

### Etapa 2B: Desierto del Sahara
Vanessa y Jake acompañan a Optimus Prime a África tras el origen de los terremotos. Cuando llegan, la ciudad parece estar abandonada, pero se revela que han sido atraídos a una emboscada. A pesar de los mejores esfuerzos de los Autobots, los humanos tienen que defenderse de todo, desde buitres mecánicos hasta hordas de insectos, antes de que Optimus los ayude a escapar por los tejados de la ciudad.
Pero tan pronto como llegan a las afueras de la ciudad, el suelo se desgarra ante ellos y se enfrentan a Shockwave.
Optimus se transforma y huye, llevando a los humanos al desierto mientras Shockwave y un ejército de drones los persiguen. Antes de que puedan ser abrumados, Sideswipe aparece para agregar su apoyo, pero Shockwave finalmente se adelanta a Prime, lo que lo obliga a un conflicto uno contra uno. Con la ayuda de los humanos, Optimus se impone, pero Shockwave escapa antes de que puedan acabar con él y una vez más se ven obligados a huir de los drones y del colosal y fuertemente armado Rey Scorponok. Una persecución frenética da como resultado que el bestial Decepticon sea literalmente desarmado y derribado, Optimus lo empala con su propia cola para acabar con él. Sideswipe alcanza al grupo justo cuando recuperan el Dispositivo, que se revela como la causa de los terremotos globales, y Optimus se da cuenta de que Megatron los ha llevado a una búsqueda inútil.

### Etapa 3: Costa Oeste de EE. UU.
Los Decepticons han lanzado un asalto masivo a una ciudad de la Costa Oeste. Mientras un escuadrón de aviones de combate NEST acompaña a Optimus, Bumblebee y sus compañeros humanos, Vanessa parece sorprendida por la masacre, pero Jake parece inusualmente confiado... hasta que comienzan a caerse partes de su caza Decepticon robado. Optimus se separa del grupo mientras Bumblebee vuela a los humanos por la ciudad, eliminando a varios otros cazas enviados para interceptarlos. Sin embargo, su buena suerte no dura, cuando su escuadrón es atacado por Skywarp, lo que los obliga a adentrarse más en la ciudad. Optimus finalmente se reúne con ellos y, a pesar de las impresionantes habilidades de Skywarp en teletransportación, no es rival para el Prime y los ataques coordinados de los humanos y es asesinado fácilmente.
Optimus cubre la retaguardia mientras Bumblebee toma la delantera en las profundidades de la ciudad. Pronto alcanzan a la nave Decepticon y se enfrentan a un Megatron provocador. Prime exige respuestas por todo lo que ha sucedido, pero Megatron parece más interesado en los humanos y ataca la nave de Bumblebee. Optimus y Megatron comienzan a pelearse mientras la nave de guerra lanza misil tras misil al caza de Bumblebee, lo que le causa más angustia a Jake con su estómago débil. Jake ve una entrada a la nave de guerra y el equipo se abre paso hacia adentro para cubrirse. Después de despejar una ola de drones, Vanessa toma nota de los nodos de energon y rápidamente se ponen a trabajar para destruirlos para paralizar la nave. Antes de que puedan eliminar al último, Starscream hace su reaparición, casi quitándoles la cabeza a los humanos antes de ser lanzado de regreso al nodo. La nave explota, pero la celebración de Jake se ve interrumpida por una transmisión abrupta de Optimus, pidiéndoles que converjan en su posición y la de Megatron.

### Etapa 4: Frontera canadiense
Bumblebee y sus compañeros humanos aterrizan de emergencia en algún lugar de Canadá, después de haber seguido la señal de Optimus. En lugar de su líder, encuentran a Megatron, quien se jacta de que Optimus ya está muerto. Luego dirige su atención a la torre de energon cercana y se jacta de que su poder no solo lo hará ganar la Tierra, sino también Cybertron... Pero no antes de que finalmente acabe con Jake y Vanessa.
Megatron los persigue tanto en el aire como en el suelo, y con la torre de energon interfiriendo con las capacidades de Bumblebee, depende de los humanos defenderse del líder Decepticon lo mejor que puedan. Las cosas se complican aún más cuando Megatron convoca a los otros drones para atacar, y finalmente los acorrala. Detenido, Megatron simplemente arroja a Bumblebee a un lado y se prepara para eliminar a los humanos. De repente, es lanzado lejos, y Megatron se sorprende al ver que es un Optimus muy vivo, que jura terminar con el plan de Megatron. Los dos se enfrentan una vez más, Jake y Vanessa ahora pueden agregar su poder de fuego a la mezcla y juntos, los tres ponen a Megatron de rodillas y lo derrotan.
Antes de que puedan acabar con Megatron, otro terremoto sacude toda el área. Vanessa nota que la torre de energon se ha salido de control, y Bumblebee agrega que su poder destruirá toda la Tierra. El refuerzo de NEST llega en forma de Sideswipe y un escuadrón de soldados, y Optimus ordena a todos que destruyan la torre antes de que sea demasiado tarde. La amenaza finalmente ha terminado, pero Jake rápidamente se da cuenta de que Megatron ha escapado. Optimus señala en un mensaje que la batalla con los Decepticons continuará y que mientras estén en la Tierra, la raza humana no sufrirá ningún daño.